# تايلور ميلن
تايلور ميلن هو منافس ألعاب قوى كندي، ولد في 14 سبتمبر 1981 في Callander, Ontario ‏ في كندا.

## وصلات خارجية
- تايلور ميلن على موقع الاتحاد الدولي لألعاب القوى (الإنجليزية)
- تايلور ميلن على موقع الاتحاد الكندي لألعاب القوى (الإنجليزية)
- تايلور ميلن على موقع الدوري الماسي (الإنجليزية)
- تايلور ميلن على موقع اللجنة الأولمبية الدولية (الإنجليزية)
- تايلور ميلن على موقع أوليمبيديا (الإنجليزية)
- تايلور ميلن على موقع اللجنة الأولمبية الكندية (الإنجليزية)
- تايلور ميلن على موقع اتحاد ألعاب الكومنولث (مؤرشف) (الإنجليزية)